# Аурел Урзіка
Аурел Урзіка (рум. Aurel Urzicǎ; нар. 11 листопада 1952) – румунський шахіст, міжнародний майстер від 1980 року.

## Шахова кар'єра
1969 року здобув у Стокгольмі бронзову медаль чемпіонату світу серед юніорів до 20 років. Чергового успіху досягнув на перетині 1972 і 1973 років у Гронінген, де виборов бронзову медаль чемпіонату Європи серед юніорів до 20 років. 1974 року виграв чемпіонат Румунії. 1977 року виступив у складі національної збірної на командному чемпіонаті Європи, який відбувся в Москві, де румунські шахісти посіли 4-те місце. 1979 року переміг на міжнародному турнірі Акрополіс Інтернешнл в Афінах. 1995 року досягнув чергового успіху, здобувши бронзову медаль на чемпіонаті Румунії.
Найвищий рейтинг Ело в кар'єрі мав станом на 1 січня 1999 року, досягнувши 2434 очок займав тоді 25-те місце серед румунських шахістів. Починаючи з 2003 року не бере участі в турнірах під егідою ФІДЕ.